# Valhey
Valhey település Franciaországban, Meurthe-et-Moselle megyében. Lakosainak száma 160 fő (2022. január 1.). Valhey Athienville, Bathelémont, Bauzemont, Einville-au-Jard és Serres községekkel határos.

## Népesség
A település népessége az elmúlt években az alábbi módon változott:
| Lakosok száma | 153  | 151  | 165  | 166  | 177  | 177  | 170  | 165  | 165  | 160  |
|               | 1968 | 1982 | 1990 | 2006 | 2013 | 2015 | 2017 | 2019 | 2020 | 2022 |